# Moraine d'Oak Ridges
La moraine d'Oak Ridges (littéralement « moraine Crêtes de Chêne ») est un des reliefs de l'Ontario. Cette crête irrégulière de 160 kilomètres s'étend de l'est vers l'ouest, de la rivière Trent à l'escarpement du Niagara. Parallèle à la rive nord du lac Ontario, la moraine sépare les bassins hydrographiques qui alimentent le lac Ontario à l'ouest et la baie Georgienne, le lac Simcoe et la rivière Trent au nord.